# Култашев, Николай Викторович
Никола́й Ви́кторович Култа́шев (25 (13) июня 1874 г. Нарва Лифляндской губернии — 1948) — российский и советский химик, доктор химических наук, ректор (1918–1919), декан физико-математического факультета (1917–1919) Пермского университета, профессор Томского и Воронежского университетов.

## Биография

### Юрьевский период (1874—1916)
Родился в семье потомственного дворянина.
1892 — окончил гимназию в Юрьеве.
1897 — окончил Юрьевский университет со степенью кандидата химии, представив работу «Изменение объёмов кристаллов минералов при плавлении».
C 1898 года — ассистент минералогического кабинета Юрьевского университета с чином коллежского секретаря.
После сдачи экзаменов на степень магистра химии (1902) и защиты диссертации избран приват-доцентом по кафедре химии Юрьевского университета (1904), переведён на должность помощника директора химической лаборатории; с 1911 года — коллежский советник.
1916 — После защиты диссертации на тему «Влияние давления на кривые плавления бинарных смесей» был удостоен степени магистра химии.

### Пермский период (1916—1919)
В 1916 году командирован Министерством народного просвещения в Пермь (тогда в Пермское отделение Петроградского университета).
Уже в этом же 1916 году Н. В. Култашев стал организатором кафедры неорганической и аналитической химии, давшей начало двум крупнейшим кафедрам будущего Пермского университета — кафедре неорганической и кафедре аналитической химии.
С 1 июля 1917 года назначен исполняющим должность ординарного профессора Пермского университета.
С 3 октября 1917 года избран деканом физико-математического факультета Пермского университета. 20 мая 1918 года вновь избран на эту должность, но остаётся в ней всего на 9 дней, передав её А. А. Рихтеру.
29 мая 1918 года избран ректором Пермского университета и освобождён по болезни и в связи с отъездом в Томск летом 1919 года: 28 июня 1919 года специальным распоряжением он передал обязанности ректора А. С. Безиковичу.
Официально с 1920 по 1923 год Н. В. Култашев ещё числился в командировке в Томском университете. Далее телеграммой он выразил желание возобновить службу в Пермском университете, но в Пермь так и не прибыл, после чего 19 декабря 1923 года он был официально уволен из ПГУ.

### Томский период (1919—1924)
С 22 февраля 1920 года — приват-доцент и заведующий лабораторией неорганической химии Томского технологического института. Читал лекции по неорганической и физической химии; в марте 1924 года был утверждён профессором кафедры неорганической химии. Вёл научные исследования в области химии по поручению Сибуралпроекта.
Одновременно с октября 1919 года — приват-доцент, затем — профессор Томского университета по кафедре неорганической химии, зав. аналитической лабораторией. Читал курс аналитической химии студентам естественного отделения физико-математического факультета.

### Воронежский период (1924—1948)
В 1924 году переехал в Воронеж, где с 1932 года заведовал кафедрой неорганической и физической химии естественного отделения педагогического факультета Воронежского университета.
В этот период времени кафедра начинает исследования физико-химических свойств водных и неводных растворов, условий электролитического осаждения металлов, занимается созданием и изучением тонкопористых металлических мембран. В конце 1930-х годов под его руководством на кафедре начинают проводиться исследования электрохимического и коррозионного поведения металлов
В 1928 году участвовал в работе V Менделеевского съезда, где выступил с сообщениями по экспериментальным исследованиям.
В 1938 году Н. В. Култашев был арестован вместе с группой преподавателей воронежских вузов органами НКВД за якобы антисоветскую деятельность. Ему приписывали участие в антисоветском заговоре, вредительстве, контрреволюционной деятельности. Около двух лет он находился в положении обвиняемого, просидев в тюрьме 16 месяцев.
В 1939 году он был полностью оправдан военным трибуналом 30 стрелкового корпуса ОрВо.
В 1940 году за научные достижения в области физической химии Н. В. Култашеву без защиты диссертации была присуждена учёная степень доктора химических наук.
По словам воронежских коллег, Н. В. Култашева отличала громадная эрудиция; кроме того, он владел несколькими иностранными языками.

## Награды
- медаль в память 300-летия царствования дома Романовых.